# Lokalbahn Raudnitz–Hospozín
Die Lokalbahn Raudnitz–Hospozín (tschech.: Místní dráha Roudnice–Hospozín) war eine staatlich garantierte Lokalbahngesellschaft im heutigen Tschechien. Deren Strecke führte in Mittelböhmen von Roudnice nad Labem (Raudnitz) über Straškov nach Kmetiněves (früher Hospozín).

## Geschichte
Im Jahr 1895 stellte der Bürgermeister von Roudnice nad Labem den Antrag zum Bau einer Lokalbahn von Raudnitz nach Hospozín.
Am 11. Januar 1898 wurde den Herren „Wenzel Maly in Lipkowitz im Vereine mit dem Bürgermeister Erwin Špindler, dem Apotheker Ferdinand Zinke und dem Ingenieur Alois Samohrd die erbetene Concession zum Baue und Betriebe einer als normalspurige Localbahn auszuführenden Locomotiveisenbahn von der Station Raudnitz der österr.-ung. Staatseisenbahn-Gesellschaft nach Hospozin zum Anschlusse an die Linie Zlonitz–Hospozin der k.k. Staatsbahnen“ erteilt. Teil der Konzession war die Bedingung, den Bau der Strecke sofort zu beginnen und binnen zwei Jahren fertigzustellen. Die Konzessionsdauer war auf insgesamt 90 Jahre vom Tage der Konzessionserteilung festgesetzt.
Am 2. November 1900 wurde die Strecke eröffnet.
Den Betrieb führten die k.k. österreichischen Staatsbahnen (kkStB) im Auftrag der Lokalbahn Raudnitz–Hospozín aus. Nach dem Ersten Weltkrieg traten an Stelle der kkStB die neu gegründeten Tschechoslowakischen Staatsbahnen ČSD.
Zum 1. Januar 1925 wurde die Lokalbahn Raudnitz–Hospozín per Gesetz verstaatlicht und die Strecke wurde ins Netz der ČSD integriert.

## Lokomotiven
Anfangs wurde der Betrieb mit gemieteten Fahrzeugen der Reihen kkStB 97 und kkStB 59 abgewickelt. Obwohl von der Leitung der Lokalbahn mehrfach der Antrag gestellt wurde, die Fahrzeuge zu kaufen, kam es dazu nicht. 1907 beschaffte die kkStB auf Rechnung der Lokalbahn Raudnitz–Hospozín zwei Lokomotiven der Reihe 178 mit den Nummern 178.56 und 178.57.
Die ČSD gab den Lokomotiven 1925 die Nummern 422.029 und 422.030. Die 422.030 wurde 1954 ausgemustert und an die Eisenwerke Třinec (Třinecké železárny) verkauft. Die 422.029 schied dagegen erst 1965 aus dem Betriebsbestand der ČSD aus.